# Rachel Bolan
Rachel Bolan nato James Southworth (Point Pleasant, 9 febbraio 1964) è un bassista statunitense.

## Biografia
È noto per essere stato il cofondatore degli Skid Row, ed è l'unico componente, insieme a Dave Sabo che faceva parte della formazione originale della band.
Nel 1989 ha anche partecipato come ospite all'album Trouble Walkin' del chitarrista Ace Frehley, con il quale collaborerà ancora nel 1997 per l'album 12 Picks; è anche impegnato al progetto parallelo The Quazimotors insieme all'ex batterista degli Skid Row Dave Gara.

## Discografia

### Con gli Skid Row

#### Album in studio
- Skid Row (1989)
- Slave to the Grind (1991)
- B-Side Ourselves (1992)
- Subhuman Race (1995)
- Thickskin (2003)
- Revolutions Per Minute (2006)

#### Live
- Live At Budokan Hall Japan 03-10-1992 (1992)
- Live In Rio De Janeiro Hollywood Rock (1992)
- Subhuman Beings on Tour!! (1995)

#### Raccolte
- 40 Seasons: The Best of Skid Row (1998)

#### Partecipazioni
- Stairway to Heaven/Highway to Hell (1989)

### Altri album
- Mötley Crüe - Dr. Feelgood (1989)
- Ace Frehley - Trouble Walkin' (1989)
- China Rain - Bed of Nails (1992)
- Ace Frehley - 12 Picks (1997)
- Prunella Scales - Dressing Up the Idiot (1997)
- Brunorock - Interaction (2005)
- Stone Sour - House of Gold & Bones Part 1 (2012)
- Stone Sour - House of Gold & Bones Part 2 (2013)